# Hierodula bhamoana
Hierodula bhamoana är en bönsyrseart som beskrevs av Giglio-tos 1912. Hierodula bhamoana ingår i släktet Hierodula och familjen Mantidae. Inga underarter finns listade i Catalogue of Life.